# CNDO/2
CNDOは、Complete Neglect of Differential Overlap（微分重なりの完全無視）の略で、量子化学における最初の半経験的手法の1つである。以下の2つの近似を使用する。
- 内殻近似 - 外側の価電子のみが明示的に含まれる。
- ゼロ微分重なり

CNDO/2はCNDOの主要バージョンである。この方法は、ジョン・ポープルと共同研究者らによって初めて発表された。

## 背景
それ以前の方法としては、電子-電子反発項を明示的に無視した拡張ヒュッケル法があった。これは、電子エネルギーと分子軌道を計算するための方法だった。CNDO/1およびCNDO/2はこの方法から発展したもので、電子-電子反発項を明示的に含むが、多くの項を無視し、その一部を近似し、他の項を分光実験データに適合させることによって開発された。

## 方法論
量子力学は、原子とそれらの位置をモデル化するために、ハートリー＝フォック法とローターン方程式に基づいた方程式を提供する。これらの方程式は、2回の反復の間に結果が大きく変化しないところまで反復的に解かれる。CNDOには化学結合に関する知識は含まれず、その代わりに量子波動関数に関する知識を使用する。
CNDOは、分子軌道上で電子が完全に対になっている閉殻分子と、対になっていない電子を持つラジカルである開殻分子の両方に使用することができる。また、固体状態やナノ構造の計算にも使用される。
CNDOは、部分原子電荷と分子双極子モーメントについて良い結果が得られると考えられている。全エネルギーと結合エネルギーが計算される。閉殻アプローチにより、最高被占分子軌道と最低空分子軌道を計算するための固有値が報告される。